# Gary Lachman
Gary Lachman, född 24 december 1955 i Bayonne, New Jersey, är en amerikansk författare och musiker. Under namnet Gary Valentine var han basist i rockgruppen Blondie från 1975 till 1977. Sedan 1990-talet har han varit författare på heltid, med ämnen inom ockultism och mystik som huvudintresse. Intresset uppstod när han på 1970-talet läste Colin Wilsons bok The Occult: A History. Han flyttade därefter till England och har bland annat skrivit böcker om Emanuel Swedenborg, Helena Blavatsky, Aleister Crowley, Rudolf Steiner, P.D. Ouspensky och Carl Gustav Jung. Enligt Michael Dirda på The Washington Post skriver han om dessa ämnen "utan att vara hänryckt vördnadsfull eller lättvindigt avfärdande". År 2016 gav han ut en biografi om Colin Wilson, Beyond the robot.